# Mark Messier
Mark Douglas John Messier OC (ur. 18 stycznia 1961 w Edmonton) – były kanadyjski hokeista. Reprezentant Kanady.

## Kariera klubowa
- Sherwood Spears (1975–1976)
- Spruce Grove Mets (1976–1977)
- St. Albert Saints (1977–1978)
- Portland Winterhawks (1977–1978)
- St. Albert Saints (1978–1979)
- Indianapolis Racers (1978–1979)
- Cincinnati Stingers (1978–1979)
- Houston Apollos (1979–1980)
- Edmonton Oilers (1979–1991)
- New York Rangers (1991–1997)
- Vancouver Canucks (1997–2000)
- New York Rangers (2000–2004)

W lidze NHL grał przez ćwierć wieku. Wieloletni zawodnik Edmonton Oilers i New York Rangers. Sześć razy zdobywał Puchar Stanleya i jako jedyny zawodnik zdobył to trofeum mistrzowskie z dwoma drużynami pełniąc w nich rolę kapitana (1990 z Edmonton Oilers i 1994 z New York Rangers).
Uczestniczył w turniejach Canada Cup 1984, 1987, 1991, turniejach mistrzostw świata 1989 oraz Pucharu Świata 1996.
W trakcie kariery określany pseudonimem The Moose (Łoś).
W 2009 został starszym doradcą w klubie New York Rangers. Na mistrzostwach świata edycji 2010 był menedżerem generalnym reprezentacji Kanady.

## Sukcesy

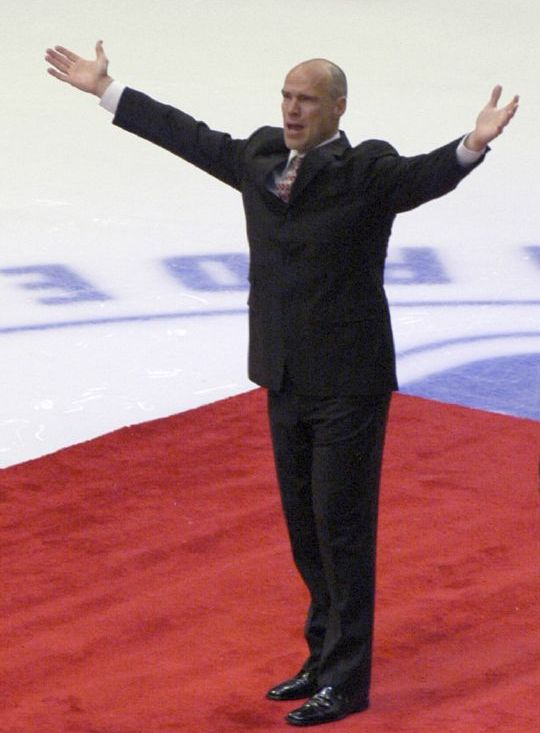
Mark Messier podczas ceremonii zastrzeżenia jego numeru przez New York Rangers w hali Madison Square Garden (2006)

Reprezentacyjne
- Złoty medal Canada Cup: 1984, 1987, 1991
- Srebrny medal mistrzostw świata: 1989

Klubowe
- Puchar Stanleya: 1984, 1985, 1987, 1988, 1990 z Edmonton Oilers, 1994 z New York Rangers
- Clarence S. Campbell Bowl: 1983, 1984, 1985, 1987, 1988, 1990 z Edmonton Oilers
- Presidents’ Trophy: 1986, 1987 z Edmonton Oilers, 1992, 1994 z New York Rangers
- Prince of Wales Trophy: 1994 z New York Rangers

Indywidualne
- Sezon NHL (1981/1982):
  - Pierwszy skład gwiazd (jako lewoskrzydłowy)
- Sezon NHL (1982/1983):
  - Pierwszy skład gwiazd (jako lewoskrzydłowy)
- Sezon NHL (1983/1984):
  - Drugi skład gwiazd
  - Conn Smythe Trophy
- Sezon NHL (1989/1990):
  - Pierwszy skład gwiazd (jako center – pierwszy zawodnik w historii wybrany na dwóch różnych pozycjach)[2]
  - Trofeum Harta
  - Lester B. Pearson Award
- Sezon NHL (1991/1992):
  - Pierwszy skład gwiazd (jako center)
  - Trofeum Harta
  - Lester B. Pearson Award
- Sezon NHL (1993/1994):
  - Decydujący gol o mistrzostwie

Rekordy
- Trzecie miejsce w klasyfikacji kanadyjskiej wszech czasów w klubie Edmonton Oilers: 1034 punkty

## Wyróżnienia
- W 2006 roku władze NHL na cześć Marka Messier ustanowiły nagrodę indywidualną Mark Messier Leadership Award, która corocznie jest przyznawana zawodnikowi, który wyróżnia się wartościami przywódczymi.
- Klub New York Rangers zastrzegł numer 11 dla upamiętnienia osoby Marka Messier: 2006
- Klub Edmonton Oilers zastrzegł numer 11 dla upamiętnienia osoby Marka Messier: 2007
- Lester Patrick Trophy: 2009
- Hockey Hall of Fame: 2007
- Order of Hockey in Canada: 2013[3][4]
- Officer Orderu Kanady – nadanie 2017, wręczenie (inwestytura) 2018[5]